# 痛快!どろんこ塾
『痛快!!どろんこ塾』（つうかい どろんこじゅく）は、2008年4月6日から2010年3月28日まで熊本放送（RKKテレビ）で毎週日曜 10:30 - 10:45 （JST）に放送されていたローカル情報番組。ハイビジョン制作（ハイビジョン放送は地上デジタル放送のみで実施）。

## 番組内容
2008年3月に終了した『アグリ・ウォッチング』の後番組で、提供はJAグループ熊本。
番組は、案内人役のどろんこ塾塾長こと福永和子と塾生である小学生たちが熊本県内の農家や生産者宅を訪問し、彼らとの交流や農業体験を通じて感動を得る様子を2週（前編・後編）に分けて放送していた。

## 出演者
- どろんこ塾塾長：福永和子（熊本在住のコラムニスト、コメンテーター）